# Zi Shui
Lo Zi Shui (资水S, Zī shuǐP, TzuzìW) o Zi Jiang (资江S, Zī JiāngP, Tzu ChiangW), lett. «fiume Zi», che scorre attraverso lo Hunan centrale, è uno dei più importanti immissari del lago Dongting (Dongting Hu). È lungo 653 km e ha un bacino idrografico di 28100 chilometri quadrati.
Ha due rami sorgentiferi, uno meridionale, l'altro occidentale. Il primo ha origine nel sud della contea di Ziyuan della provincia autonoma zhuang del Guangxi, il secondo nasce nella contea autonoma miao di Chengbu (nello Hunan). È solo a partire da Shuangjiangkou, nella contea di Shaoyang, che il fiume assume il nome di Zi Shui o Zi Jiang.